# 土川元夫
土川 元夫（つちかわ もとお、1903年〈明治36年〉6月20日 - 1974年〈昭和49年〉1月27日）は日本の実業家。名古屋鉄道社長など歴任。勲一等瑞宝章受章。

## 人物
1903年6月、愛知県中島郡一宮町（現在の一宮市）に生まれる。旧制愛知県第一中学校（現在の愛知県立旭丘高等学校）・第四高等学校（現在の金沢大学）を経て、1928年京都帝国大学を卒業し、（旧）名古屋鉄道（後に名岐鉄道、愛知電気鉄道との合併を経て（現）名古屋鉄道となる）へ入社。1945年11月には運輸部長、同年12月に運輸部長の職責のまま名鉄労組の初代執行委員長に就任。
1946年5月同社取締役、1949年6月常務取締役、1953年2月専務取締役、1955年1月取締役副社長を経て、1961年12月2日取締役社長に就任。1971年11月29日社長を竹田弘太郎へ禅譲し、取締役会長に就任。
日本棋院・中部総本部長をつとめ、1968年に大倉賞を受賞。
1973年、勲一等瑞宝章受章。1974年1月27日、会長在任のまま、名鉄病院で死去。享年70。

## 評伝
名古屋鉄道（名鉄）を一地方の鉄道会社から、多角的・全国的な事業展開を行う複合企業体へと変貌させ、「名鉄中興の祖」とも呼ばれている。隣接する近畿日本鉄道（近鉄）の社長・会長を長く務めた佐伯勇を生涯ライバル視し、双方が社長在任中は事業展開の途上でもあった関係で、数々の「企業間争い」（事業テリトリーの奪い合い）を演じた。
社内では典型的な「ワンマン社長」として君臨したが、自身が「雌伏十年」と語った名鉄合併時の左遷経験から「労務管理」の重要性を早くに認識した事で、徹底した「成果平等主義」（個人の能力・貢献に応じた地位と収入）を貫いた事から人望が集まり、労働組合との関係も「労使対決」型よりも「労使協調」型を重視した「社会貢献・会社経営・社員生活」の3点揃って向上発展させる経営方針を打ち出し、現在も名鉄グループに流れる「労使一体感」の醸成に腐心した。特に労組との関係構築に力を注ぎ、春闘の労使交渉には特徴ある「対角線交渉」を自ら考案して実施するなど、経営者としては異色である労組委員長の経験を生かした経営を行い、名鉄グループのみならず、日本における会社経営者と労組との在り方にも一石を投じた。
また、この特徴ある経営から、各地の経営に苦しむ中小私鉄・バス会社にも人材を派遣して立て直したり、逆に土川を頼って系列会社化を願う会社もあった。
土川が社長時代に傘下に収めた主な企業は北陸鉄道、福井鉄道、大井川鐵道、宮城交通、網走バス、道東観光開発、信州名鉄運輸などがある。また、名鉄の全国展開（グループ拡大）への足掛かりとして名鉄運輸、名鉄観光サービスの全国展開に尽力した。
本業では、副社長時代に全国に名鉄の名を轟かせた「パノラマカー」構想の具体化を指揮し、社長就任後も沿線観光地の開発を積極的に行なった。特筆するべき点としては文化的事業の創出に力を注ぎ、京都大学に土地と資金を提供して開設した京都大学霊長類研究所（日本モンキーパークに併設）、四高時代の級友であった建築家谷口吉郎と発案した博物館明治村など、沿線観光資源（旅客）の創出と文化事業を両立させる積極的な試みとして大きな功績を残した。また、没後に着工されたリトルワールドも土川が万博にヒントを得た構想を具現化したものであり、地元画家杉本健吉の作品を集めた杉本美術館など、その後に数多くの施設を生み出した計画も土川の発案が基となっている。パノラマカーについてはライバルである佐伯勇から近鉄10100系ビスタカーのブルーリボン賞受賞を自慢されたことからブルーリボン賞受賞への熱意が強く、製造時に「ブルーリボン賞を取れなかったら車両開発部・部長以下全員クビだ!!」と言ったという。そのパノラマカーはブルーリボン賞を受賞した。その一方でパノラマドームカーについては時期尚早という判断を下し実現させなかったりなど意外な一面もあった。また、通勤用車両に対しては一貫として否定的であり、社内での導入の声に対しても「それは不経済車である」と一蹴している。結局、土川存命中は通勤用車両の導入がかなわず、土川逝去後の1975年に東急3700系電車を購入して名鉄3880系として投入し、1976年には名鉄6000系電車の導入に至っている。
博物館明治村内にある第四高等学校物理化学教室の一角は土川の功績を称えて土川元夫顕彰室となっており、遺品等が保存展示されている。